# Liste der Wappen im Kreis Mettmann
Diese Liste beinhaltet alle in der Wikipedia gelisteten Wappen des Kreises Mettmann in Nordrhein-Westfalen inklusive historischer Wappen. Alle Städte, Gemeinden und Kreise in Nordrhein-Westfalen führen ein Wappen. Sie sind über die Navigationsleiste am Ende der Seite erreichbar.

## Kreis Mettmann

Wappen des Kreises Mettmann
Der Kreis Mettmann in Nordrhein-Westfalen

### Wappen der Städte

Erkrath
Haan
Heiligenhaus
Hilden
Langenfeld (Rheinland)
Mettmann
Monheim am Rhein
Ratingen
Velbert
Wülfrath

## Wappen ehemaliger Städte, Gemeinden und Verwaltungseinheiten

Ehemalige Gemeinde Breitscheid bis 1974, seit 1975 zu Ratingen
Ehemalige Gemeinde Eggerscheidt bis 1974, seit 1975 zu Ratingen
Ehemalige alte Stadt Erkrath bis 1974, seit 1975 zu Erkrath
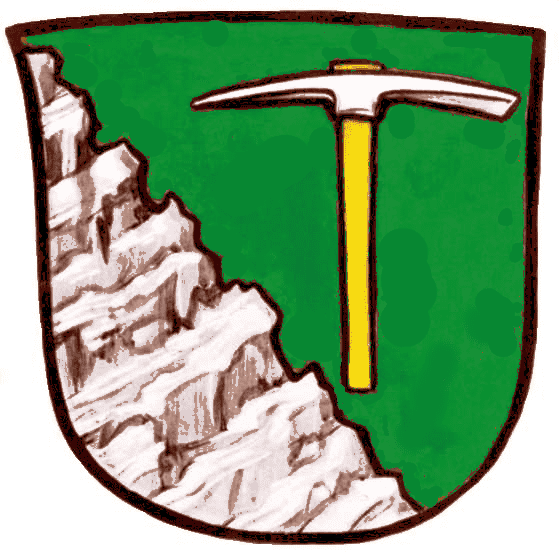
Ehemalige Gemeinde Gruiten 1894–1974, seit 1975 zu Haan
Ehemalige Gemeinde Hochdahl 1894 (als Gemeinde Millrath) - 1974, seit 1975 zu Erkrath
Ehemalige Gemeinde Hösel 1919–1974, seit 1975 zu Ratingen
Ehemaliges Amt Hubbelrath 1927–1974, seit 1975 zu Ratingen und Düsseldorf
Ehemalige Stadt Langenberg (Rheinland) 1831–1974, seit 1975 zu Velbert
Ehemalige Gemeinde Lintorf 1887–1974, seit 1975 zu Ratingen
Ehemalige Stadt Neviges 1922–1974, seit 1975 zu Velbert
Ehemalige alte Stadt Velbert 1882–1974, seit 1975 zu Velbert
Ehemaliges Amt Angerland 1929–1974
Wappen der Stadt Hilden bis 1950